# Haunting the Chapel
Haunting the Chapel è il primo EP del gruppo musicale statunitense Slayer, pubblicato il 4 agosto 1984 dalla Metal Blade Records.

## Il disco
In questo EP, si inizia ad avvertire un mutamento stilistico del quartetto, per via di un appesantimento dei brani, apportati dall'introduzione della doppia cassa e del Downtuning delle chitarre e del basso. Esso contiene tre brani inediti (quattro nella versione rimasterizzata).
La quarta canzone della riedizione, Aggressive Perfector, era già presente nella raccolta Metal Massacre Vol. III (disco che lanciò molti altri gruppi metal verso il successo) e successivamente fu inserita nella lista tracce della riedizione del terzo album in studio Reign in Blood, oltre ad essere stata inserita anche come b-side nei singoli Postmortem, Criminally Insane (Remix) e Seasons in the Abyss.
Ad esclusione della title track, tutte le canzoni presenti nell'EP apparvero anche negli album dal vivo del gruppo. Durante la registrazione di Chemical Warfare, Gene Hoglan mantenne ferma la doppia cassa di Dave Lombardo, perché in quel momento non c'era un tappeto in studio per poter evitare lo spostamento dei tamburi.

## Tracce

### Edizione standard
Testi e musiche di Jeff Hanneman e Kerry King.
1. Chemical Warfare – 6:01
2. Captor of Sin – 3:27
3. Haunting the Chapel – 3:57

Traccia bonus nell'edizione rimasterizzata su CD
1. Aggressive Perfector – 3:28

### Edizione canadese
- Lato A (Studio)

1. Chemical Warfare – 6:01
2. Captor of Sin – 3:27
3. Haunting the Chapel – 3:57

- Lato B (Live Undead)

1. Black Magic – 3:44
2. Die by the Sword – 4:02
3. Aggressive Perfector – 2:40

## Formazione
- Tom Araya – voce, basso
- Jeff Hanneman – chitarra
- Kerry King – chitarra
- Dave Lombardo – batteria